# دانیل بل
دانیل بل (به انگلیسی: Daniel Bell) (۱۰ می ۱۹۱۹– ۲۵ ژانویه ۲۰۱۱) جامعه‌شناس آمریکایی و استاد دانشگاه هاروارد بود.

## زندگی‌نامه
دانیل بل ۱۰ می ۱۹۱۹ در نیویورک به دنیا آمد و فرزند یک خانواده مهاجر یهودی بود. او یک جامعه‌شناس، نویسنده، مقاله‌نویس و استاد بازنشسته دانشگاه هاروارد بود. شهرت بل بیشتر مدیون سهم او در مطالعه عصر پساصنعتی است. او همچنین به عنوان یکی از روشنفکران پیشتاز در دوران پس از جنگ شناخته شده‌است. ۲ فرزند او نیز استادان دانشگاه هستند. او همچنین مدیر بنیاد سانتوری و استاد آکادمی آمریکایی هنرها و علوم بود. بل از ۱۶ دانشگاه معتبر عناوین دانشگاهی و عمدتاً افتخاری دریافت کرد.
بل از کودکی سختی و فقر را تجربه کرده واین، موجب شد تا او از نوجوانی افکاری افراطی و چپ پیدا کند و از ۱۳ سالگی به اتحادیه جوانان سوسیالیست بپیوندد و با توجه به شرایط و وضعیت اطرافش، خود تأکید کند که :این اجتناب ناپذیر بود که من جامعه‌شناس شوم. وی در اواخر دهه ۳۰ وارد سیتی کالج نیویورک شد و آنجا نیز به جمع دانشجویان رادیکال چپ پیوست و البته در جامعه‌شناسی تحصیلات خود را ادامه داد. بعد از این وی در دهه ۴۰ و ۵۰ میلادی عملاً روزنامه‌نگار شد و سردبیری مجله «فورچون» را عهده‌دار شد. کم‌کم عقاید تند بل، تعدیل شد و با نزدیک شدن به «میلز» در دانشگاه کلمبیا که تدریسی را در آنجا برعهده گرفته بود، اندیشه‌های افراطی سوسیالیستی و مارکسیستی در نظریاتش کم رنگ شد.
در سال ۱۹۶۵ کتاب «پایان ایدئولوژیها» را منتشر ساخت و بیش از همه بر پایان ایدئولوژی سوسیالیستی تأکید کرد. این کتاب دانیل بل به همراه کتاب «فرارسیدن جامعه فرا صنعتی» که در سال ۱۹۷۳ منتشر شد، از مهم‌ترین آثار اندیشه اجتماعی در نیم قرن گذشته می‌باشد که صدها کتاب و نظریه بر مبنای آن شکل گرفته‌است. دیگر کتاب مطرح او که در سال ۱۹۷۶ منتشر شده‌است نیز «تضاد فرهنگی کاپیتالیسم» می‌باشد. به هر روی بل، با رواج این اندیشه‌ها و نظریه‌پردازی‌ها شهرت فراوانی را کسب کرد و بعد از آن بود که از سال ۱۹۸۰ به عنوان استاد دانشگاه هاروارد تدریس را آغاز کرد. افکار این استاد بازنشسته دانشگاه هاروارد در سال ۱۹۹۰، در نظریات پست مدرنیسم، پست فوردیسم، جامعه اطلاعاتی، علوم ارتباطات اجتماعی و جامعه‌شناسی تأثیر زیادی داشته‌است.
بل باتوجه به مواضع سیاسی، اجتماعی و سوابق خود، به عنوان یکی از روشنفکران نیویورکی و محافظه کاران جدید آمریکایی محسوب می‌شود. او خود را در سیاست، لیبرال، در اقتصاد، سوسیالیست و در فرهنگ محافظه کار می‌داند. برخی از پیش‌بینی‌هایش نظیر کاربرد وسیع رایانه‌ها در همه امور اجتماعی، رواج مصرف انبوه، رشد خدمات و نظیر اینها محقق شده و برخی نیز با عدم صحت مواجه گردیده‌است. بل ۳ جایزه معتبر «موفقیت مادام العمر»(۱۹۹۲)، «تالکوت پارسونز»(۱۹۹۳) و «دوتوکویل»(۱۹۹۵) را دریافت کرده‌است.

## جامعه پساصنعتی

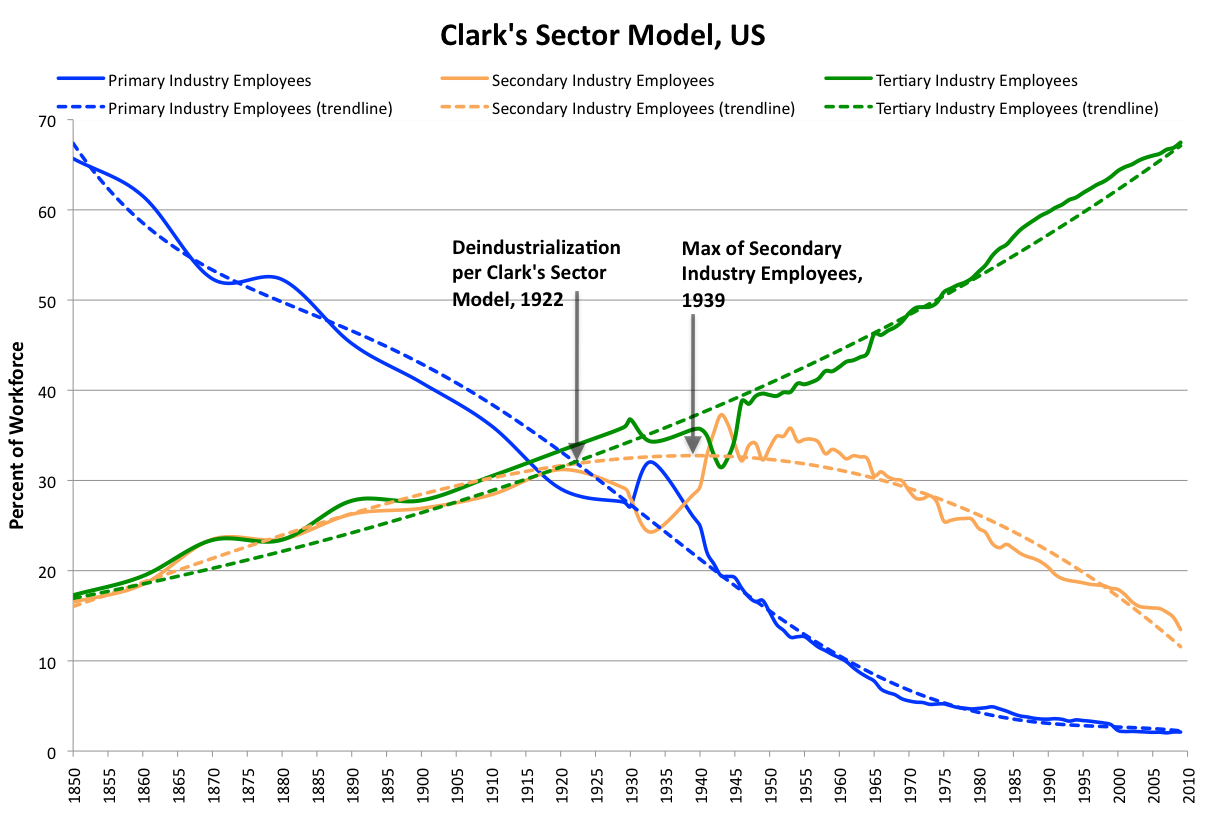

دانیل بل مبدع اصطلاح جامعه فرا صنعتی بوده و حداقل این که او این اصلاح را برسر زبان‌ها انداخته و باعث شده‌است تا آثار بسیاری در راستای شرح و تفصیل این گونه جامعه نوشته شود. جامعه پساصنعتی نوعی جامعه برآمده از گونه‌شناسی مبتنی بر شغل است. بل در تدوین کتاب فرارسیدن جامعه پساصنعتی از پژوهش‌ها و مطالب فریتز مکلاپ و مارک پورات استفاده فراوانی برده‌است.
یه اعتقاد او جامعه فرا صنعتی به قلمروهای جداگانه تقسیم شده (PIS)یا post-industrial societyاز تغییرات ساختار اجتماعی پدیدار می‌شود ونه فرهنگی یا سیاسی. اوکل گراستیز و بر این باور است که جامعه جدید دارای استقلال قاطع قلمروهای اجتماعی است و تغییر در یک قلمرو لزوماً به تغییرات قلمروهای دیگر نخواهد انجامید. او همچنین به فروپاشی ناگهانی سیستم ارزش همگانی اعتقاد دارد؛ بنابراین عقیده، امور سیاسی، اجتماعی وفرهنگی (بل در تحلیل‌های خود بروجود این ۳ قلمرو تأکید دارد و امور اقتصادی را در قلمرو اجتماعی منظور می‌کند) دارای ارزش‌های خودساخته هستند و ارزش‌های واحدی بر این قلمروها حاکم نیست. بل به ظهور طبقه حرفه‌ای-مدیریتی باور دارد.
ازنظر او حرفه‌ای‌ها گردانندگان راستین امور اجتماعی امروز به حساب می‌آیند. دانیل بل همچنین از پدیده‌ای به نام دانش نظری سخن می‌گوید که پیامد حاکمیت بی چون وچرای دانشگاهیان و روشنفکران در تعیین سمت و سوی زندگی اجتماعی به‌شمار می‌آیند. این دستاورد بشری به جای آزمون و خطا کنشهای علمی را هدایت می‌کند.
خصیصه‌های دیگر این جامعه عبارتند از: رشد بهره‌وری و کارایی؛ تبدیل بازی انسان و زمین (کشاورزی) و انسان و مصنوعات صنعتی (صنعتی) به بازی انسان با انسان (خدمات). کاهش کارگران شاغل درصنایع؛ افزایش برونداد صنعتی به دلیل عقلانی سازی تغییرناپذیر؛ استمرار افزایش ثروتهای صنعتی و تداوم رها شدن مردم از اشتغال درمشاغل صنعتی؛ ایجاد و تدارک بی پایان فرصت‌های شغلی جدید درخدمات باهدف تأمین نیازهای نوین و… رفاه و تفریح (موافق باقانون انگل).

## ویژگی‌های برجسته دیگر جامعه فرا صنعتی
- ۱ – منبع اصلی تولید و کار جامعه صنعتی، ماشین و منبع اصلی جامعه فرا صنعتی، دانش است.
- ۲ – نهاد اصلی در جامعه صنعتی، بنگاه سوداگری و در جامعه فرا صنعتی، دانشگاه است.
- ۳ – تصمیم گیرنده اصلی در جامعه صنعتی، سوداگران و در جامعه فرا صنعتی، متخصصان هستند.
- ۴ – اساس قدرت در جامعه صنعتی را دارایی تعیین می‌کند و در جامعه فرا صنعتی دانش و تخصص.
- ۵ – جامعه صنعتی جامعه تولیدکنندگان است در حالی که جامعه فرا صنعتی تشکیل شده از متخصصانی است که تصمیم مستقل می‌گیرند.
- ۶ – در جامعه فرا صنعتی هماهنگی بیشتر و متمرکزتری وجود دارد.
- ۷ – با توجه به رونق دانش، در جامعه فرا صنعتی، تفاوت کلی میان افراد کاهش می‌یابد و با کاهش نابرابری‌های عمومی مواجهیم.
- ۸ – در جامعه فرا صنعتی بر خلاف جامعه صنعتی در سه بخش اقتصاد، سیاست و فرهنگ، اتحاد و همگرایی وجود ندارد و هریک قوانین و هنجارهای خاص خویش را دارند.
- ۹ – در جامعه فرا صنعتی، خدماتی مانند بهداشت، آموزش و پژوهش اهمیت فزاینده می‌یابد و مهارت و فنون تئوریک اهمیت بیشتری نسبت به ساماندهی تولید مادی پیدا می‌کند[۵]

## ویژگی‌های دیگر
ویژگی‌های جامعه فرا صنعتی ازنظر جرج ریتزر استاد دانشگاه مریلند:
- ۱- بخش اقتصادی: در جامعه فرا صنعتی، اقتصاد مبتنی بر تولید کالاها به اقتصاد خدماتی تبدیل می‌شود.
- ۲- توزیع اشتغال: در چنین جامعه‌ای، طبقه حرفه‌ای- مدیریتی به وجود آمده و مشاغل حرفه‌ای و تکنیکی، از لحاظ چگونگی اشتغال افراد، بر طبقات دیگر برتری می‌یابد.
- ۳- اصل محوری: در جامعه فرا صنعتی، معرفت (دانش) نظری به منزله منبع نوآوری و سیاست سازی جامعه، نقش کانونی و محوری پیدا می‌کند.
- ۴- روند آینده: در جامعه یاد شده، گرایش به کنترل تکنولوژی و ارزیابی تکنولوژی برای آینده بهتر رو به افزایش است.
- ۵- تصمیم‌گیری: در جامعه فرا صنعتی یک تکنولوژی فکری نوین، در جهت کمک به تصمیم‌گیری ایجاد می‌شود.
- ۶- نقش دانشگاه: در جامعه جدید دانشگاه‌ها نقش کلیدی دارند و همه اقدامات دانشگاه محور است. این دانشگاه تربیت‌کننده نوآوران و خلاقانی است که کار اصلی شان تولید و کنترل تکنولوژی‌های جدید تغییر آفرین است.[۶]

## ایرادات به نظریه جامعه فرا صنعتی
- تفکیک رادیکال قلمروهای اجتماعی از نظر اندیشمندان منتقد قابل قبول نیست و این باور وجود دارد که قلمروهای اجتماعی دارای همبستگی و پیوستگی‌های نیرومند درونی هستند.
- جداکردن خدمات از تولید از نظر تجربه و تاریخ کار، قابل انتقاد است چراکه همواره در امور اقتصادی، تولید، توزیع و مصرف فرایندهای واحدی را تشکیل داده و به صورت فعالیت‌های یکپارچه وجود داشته‌اند.
- ترسیم مسیر پیشرفت یکسان برای همه کشورها و توسعه و تکامل گرایی اجتماعی از نظر تجربی مردود است. در واقع، این تحلیل و رویکرد نظری واجد خصیصه‌های تاریخ گرایی و غایت اندیشی است که به لحاظ نظری پذیرفتنی نیست.
- برجسته سازی نقش حرفه ایها کارشناسان و دانشگاه‌ها نمی‌تواند واقعیت تبعیت آنهارا از صاحبان قدرت و ثروت بپوشاند. بدون تردید واحدهای تحقیق و توسعه و مراکز علمی –پژوهشی و دانشگاهیان تابع سوگیری‌های نظام کل بوده و دامنه اختیار و قدرت مانورشان محدود است.
- این نظریه دربردارنده وجوه نیرومندی از جبرگرایی تکنولوژیک است. به عبارت دیگر در این نظریه برای شغل و تکنولوژی قدرت مافوق اجتماعی در نظر گرفته شده که در عمل این امر درست نیست.
- بسیاری از تحقیقات و آمارها تأییدکننده ادعاها نیستند و در بسیاری از مواقع رشد مشاغل خدماتی متوقف یا حتی کاهش یافته‌است. ضمناً رکودهای اخیر اقتصادی این گزاره را که خدمات رشدی توقف ناپذیر دارند زیر سؤال برده‌است. (وبستر۱۳۸۳)